# Чернова Людмила Олексіївна
Людмила Олексіївна Чернова  (рос. Людмила Алексеевна Чернова, 19 лютого 1955) — радянська легкоатлетка, олімпійська чемпіонка.
Мати російської легкоатлетки, бронзової олімпійської призерки 2008 і 2012 років Тетяни Чернової.

## Виступи на Олімпіадах
| Олімпіада   | Дисципліна              | Місце     |
| ----------- | ----------------------- | --------- |
| Москва 1980 | біг на 400 метрів       | 5 h1 r2/3 |
| Москва 1980 | естафета 4 x 400 метрів | 1         |